# Nowgong
Nowgong är en ort i Indien.   Den ligger i distriktet Chhatarpur och delstaten Madhya Pradesh, i den centrala delen av landet, 500 km sydost om huvudstaden New Delhi. Nowgong ligger 234 meter över havet och antalet invånare är 46 863.
Terrängen runt Nowgong är platt. Runt Nowgong är det tätbefolkat, med 257 invånare per kvadratkilometer. Det finns inga andra samhällen i närheten. Trakten runt Nowgong består till största delen av jordbruksmark.